# Blå gryning (1950)
Blå gryning är en roman från 1950 av den svenske författaren Albert Viksten.
Blå gryning utgör den första delen i en serie självbiografiska romaner av Viksten och följs av Eld och bröd (1948), Vindkantring (1953) och Storm över niporna (1935). Romanerna utgavs dock inte följdriktigt. I förordet till 1954 års utgåva förklarar Viksten: "Utgivningen av böckerna har inte skett följdriktigt på grund av att planeringen mest har varit ett stundens infall".
Romanen utkom första gången 1950 på LT förlag. År 1954 utgavs den på Folket i Bilds Förlag i en upplaga om 100 000 exemplar. År 1967 kom den som talbok och därefter i ytterligare upplagor 1978 och 1989.

## Handling
Romanen tar avstamp i 1890-talets fattig-Norrland. Huvudpersonen Per Erik, som vid berättelsens början är sju år gammal, lever tillsammans med sin familj i en skogsbygd präglad av skogsbolagets förtryck. Människorna lever på existensminimum alltmedan skogsbolaget och prästen talar om att de borde leva i förnöjsamhet med sin lott. Trångboddheten är utbredd och den rikliga barnaskaran som utmärker de flesta hem har en hård uppfostran framför sig. Vintertid drar karlarna till skogs, men trots allt slit ser de skuldbergen växa.
Per Erik växer upp i denna miljö i en stuga med ett rum och kök. Han anses vara spröd och överkänslig, sjuklig och överspänd och isoleras därför och får rollen som barnpiga åt de yngre syskonen. Fadern arbetar som skomakare, men har svårt att försörja sin familj på detta yrke då han sällan får betalt i pengar utan in natura. Faderns yrkesval blir till sist ohållbart och familjen flyttar därför till en annan del av socknen där fadern blir bolagsarrendator. Där förflyttas handlingen till åren efter sekelskiftet.
Sekelskiftet präglas av en våg av socialt missnöje. Bland arbetarna uppstår en frihetsanda som bolaget har svårt att tygla. Per Erik har i vuxen ålder utvecklats till en drömmare och idealist. Hans sjuklighet gör honom ofta arbetsoförmögen men trots detta befinner har sig snart mitt uppe i en skogsarbetarstrejk och därmed en kamp för det människovärde som arbetarna drömmer om. Protesterna leds av baptistpastor Holm som parallellt med den politiska kampen försöker leda in ungdomen på religiösa banor.